# 川田谷村
川田谷村（かわたやむら）は、埼玉県北足立郡にあった村である。現在の桶川市西部の大字川田谷にあたり、1955年に桶川町と合併し廃止した。

## 地理
- 河川 - 荒川、江川、石川川

### 隣接していた自治体
（括弧内は現在の自治体）
- 北足立郡
  - 上尾町（上尾市）
  - 桶川町（桶川市）
  - 北本宿村（北本市）
- 比企郡
  - 川島村（川島町）

## 歴史

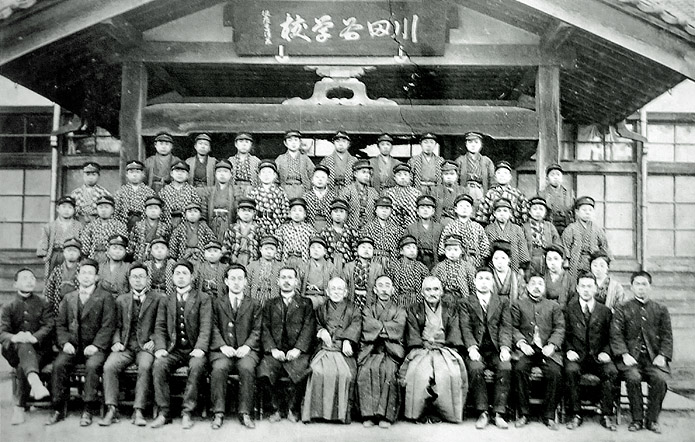
川田谷尋常高等小学校。現在の桶川市歴史民俗資料館の場所に設立されていた。（1921年頃）

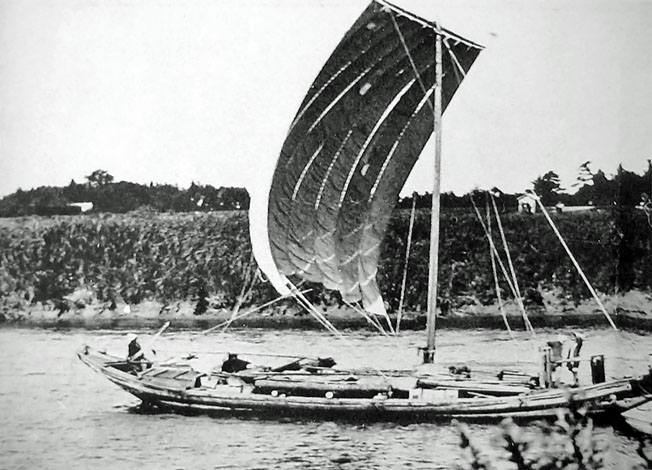
川田谷村を行く荒川の帆舟（大正期）

もとは江戸期より存在した武蔵国足立郡石戸領に属する川田谷村、古くは南北朝期より見られる川田谷であった。村名の由来は川の端の地であることから。
- 天正期（1573年〜1593年）時点では武蔵国足立郡に所属。知行は石戸領旗本牧野家。
- 1650年（慶安3年） - 牧野一族3家に分地。
- 1868年（明治元年） - 牧野一族3家により私称されていた上川田谷村・下川田谷村上分・下川田谷村下分の私称村名を廃止し、川田谷村に統一する[1]。
- 1871年（明治4年）11月13日 - 第1次府県統合により埼玉県の管轄となる。
- 1873年（明治6年）4月 - 学制発布により川田谷学校（現、桶川市立川田谷小学校）が弥勒院内に開校する[2]。
- 1874年（明治7年） - 川田谷村・樋詰村が合併し、川田谷村となる[3]。樋詰村は川田谷村の小字となる。
- 1879年（明治12年）3月17日 - 郡区町村編制法により成立した北足立郡に属す。郡役所は浦和宿に設置。
- 1889年（明治22年）4月1日 - 町村制施行に伴い、川田谷村が発足する[1]。大字はなし。
- 1906年（明治39年） - 泉福寺の阿弥陀如来坐像が国の重要文化財に指定される。
- 1910年（明治43年） - 荒川が氾濫し村内に被害が及ぶ。
- 1914年（大正3年） - 川田谷村信用購買販売組合が設立される。
- 1937年（昭和12年）6月 - 熊谷陸軍飛行学校桶川分教場が設置される[4]。
- 1947年（昭和22年）4月1日 - 川田谷小学校に川田谷村立川田谷中学校を創立する[5]。
- 1955年（昭和30年）3月10日 - 桶川町と合併し、桶川町となる[6]。川田谷村は桶川町の大字川田谷となる。
- 1963年（昭和38年）4月1日 - 大字川田谷字兼子の一部および字寺ノ下の一部が桶川町から分離し、比企郡川島村に編入される。また、大字出丸下郷字北条橋の一部が川島村から分離し、桶川町に編入される[7]。
- 1970年（昭和45年）11月3日 - 市制施行[6]。桶川市の大字となる。

## 成立前の村
- 川田谷村
- 上川田谷村
- 下川田谷村（上分・下分）
- 樋詰村 - 川田谷村の枝郷だった[3]。

## その他
- 現在のホンダエアポートはかつては熊谷陸軍飛行学校桶川分教場の飛行場だった。